# 狐龍獸屬

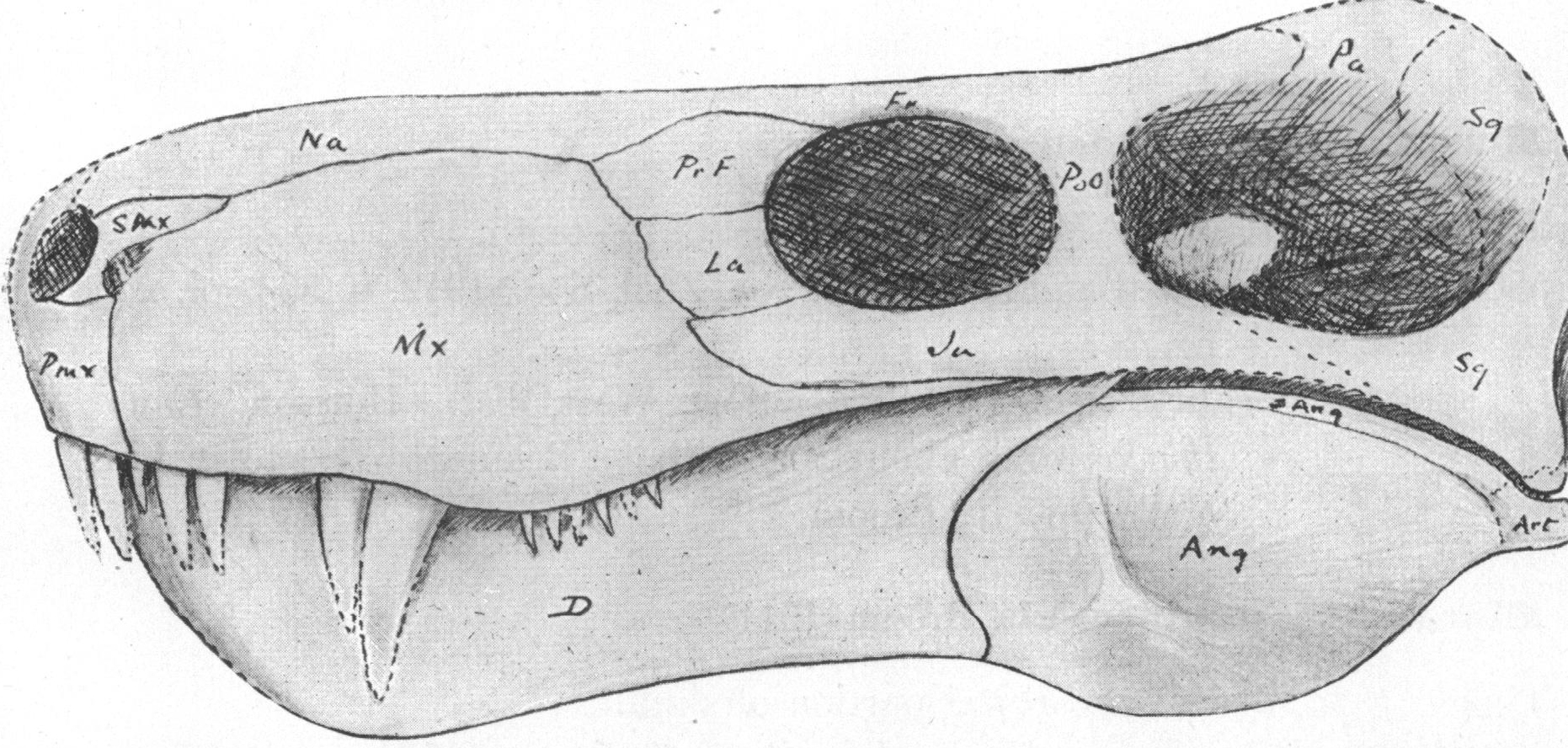
狐龍獸的正模標本（編號AMNH 5317），化石本身曾遭到擠壓變形

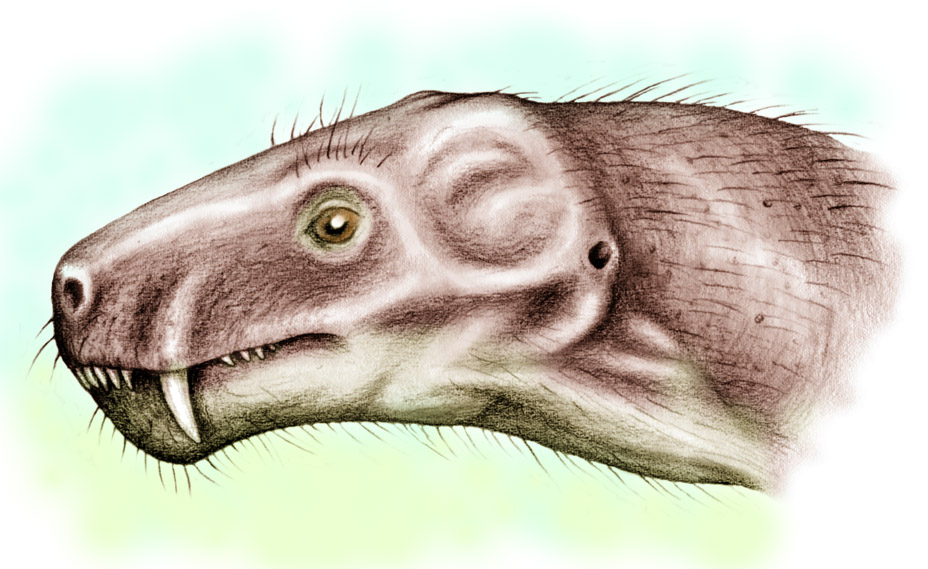
狐龍獸的頭部重建圖

狐龍獸屬（學名：Aloposaurus）是已滅絕合弓綱的一屬，屬於獸孔目的麗齒獸亞目，化石發現於南非卡魯盆地的小頭獸組合帶（Cistecephalus assemblage zone），地質年代為二疊紀晚期的吳家坪階。熊頜獸的唯一化石是個修長、遭到侵蝕的頭顱骨。頭顱骨長12公分，完整身長估計約0.6公尺，是種小型麗齒獸類，而這個頭顱骨可能是個未成年個體。
模式種是A. gracilis，是在1910年由羅伯特·布魯姆（Robert Broom）敘述、命名。狐龍獸的屬名意為「狐狸蜥蜴」。狐龍獸可能還有第二個種，A. tenuis。